# 武吉士

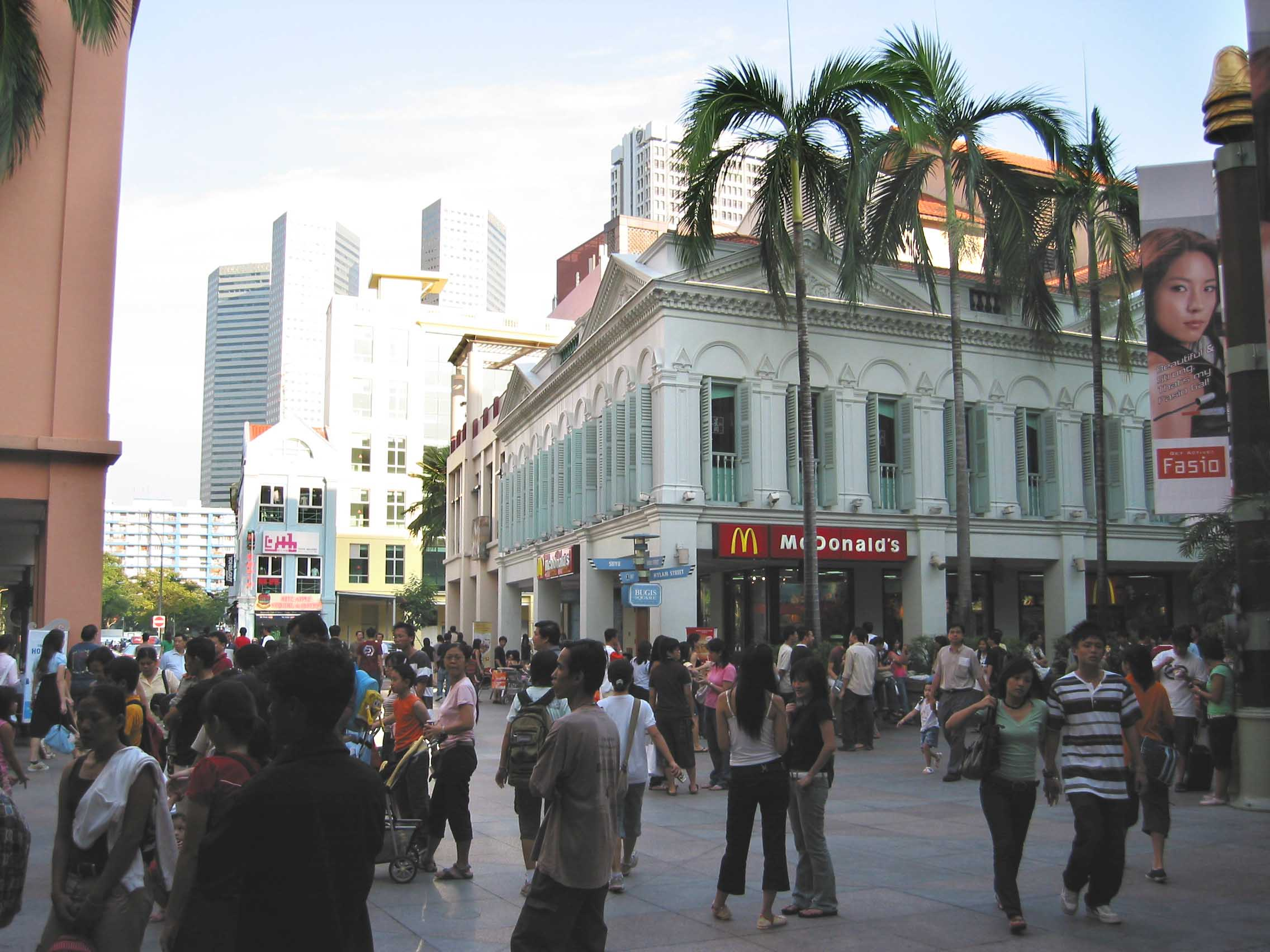
原武吉士街,现位于武吉宋加广场内。

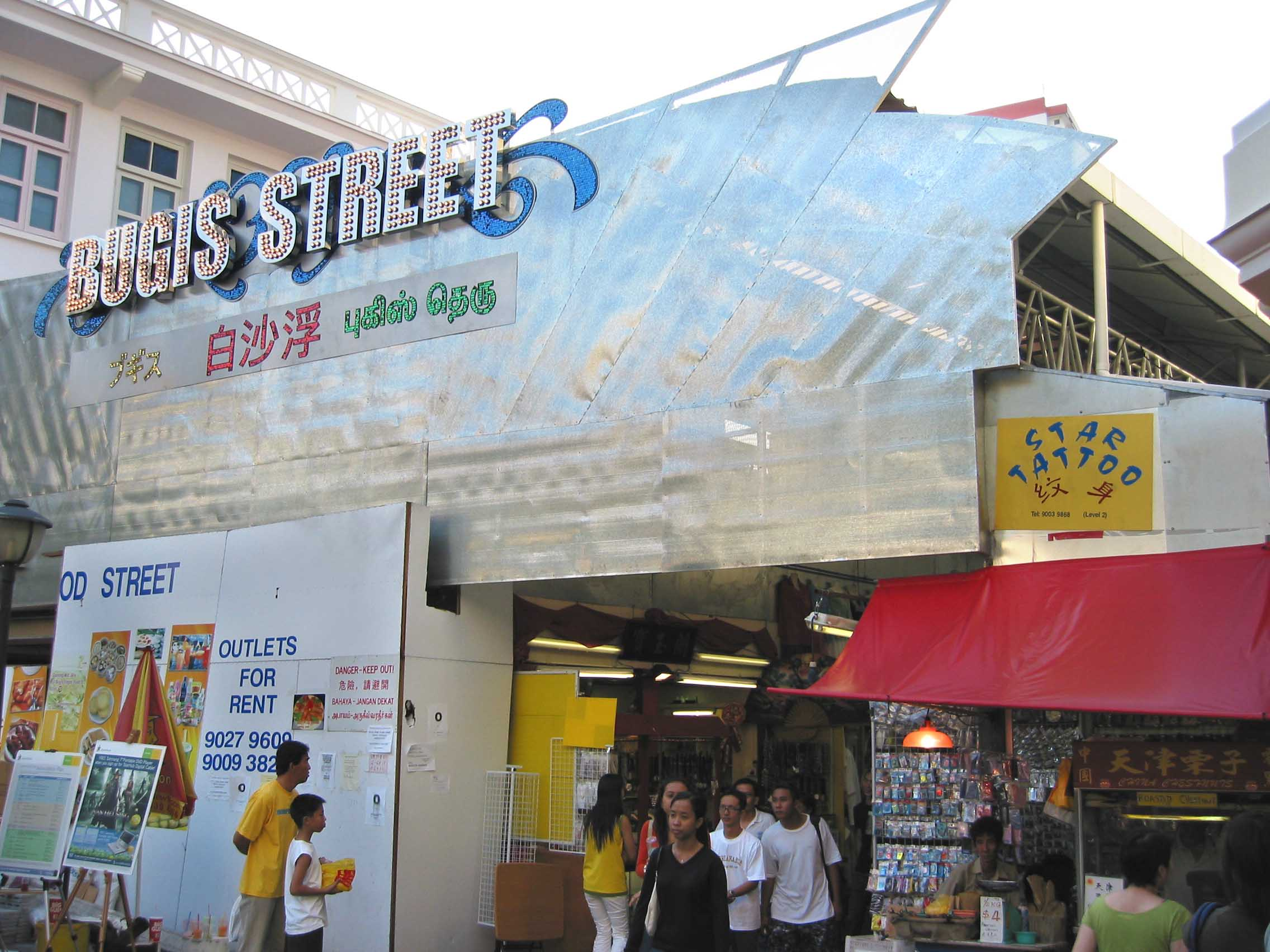
现在的武吉士街,由新武吉士街发展而来。

武吉士(IPA /ˈbʊɡɪs/;马来语称为Kampong Bugis)是位于新加坡的一个地区,泛指武吉士街兩旁的區域。

## 歷史
武吉士街所在的區域廣闊，過去被華人社區稱為「小坡」。小坡從丹戎巴葛一直延伸到新加坡牛車水，蘇丹路（Jalan Sultan）。這條街繁榮昌盛，商賈雲集，是舊時新加坡最具活力的經濟區之一。

### 1950以前
在英國人到來之前，這裡曾有一條寬闊的運河流經該地區，布吉人——來自印尼南蘇拉威西省的航海民族——可以在此航行、停泊船隻並進行貿易，該地區因而以這些人的名字（Bugis）命名。 此後，大批布吉人從丹戎檳榔遷徙到現今的地區。
第二次世界大戰前，武吉士街有大量日本妓女，即唐行小姐（Karayuki-san）。鼎盛時期，唐行小姐的數量達到 633 家，妓院數量達到 109 家，主要集中在武吉士街、馬拉峇街和海南街一帶。 早期的兩層店屋空間狹小，過度擁擠和衛生問題日益嚴重，且許多人共用廁所和飲用水，導致疾病蔓延，武吉士街、馬拉峇街和海南街因而都爆發了霍亂。 為此，新加坡改善信託基金（Singapore Improvement Trust）決定拆除這些建築物並重建，但遭到居民反對，引發「武吉士街案」。經過多次法庭判決，最終裁定徵用建築物並僅支付地價是不合法的。政府應該建造新房子來緩解過度擁擠及相關問題，而不是拆除重建。  這確立了新加坡一種更保障公民和業主權利的貧民窟處理方式。